# Otidea papillata
Otidea papillata är en svampart som tillhör divisionen sporsäcksvampar, och som beskrevs av Harmaja. Otidea papillata ingår i släktet Otidea, och familjen Pyronemataceae. Arten är reproducerande i Sverige.